# Polizia Penitenziaria

Heraldiskt vapen för Polizia Penitenziaria.

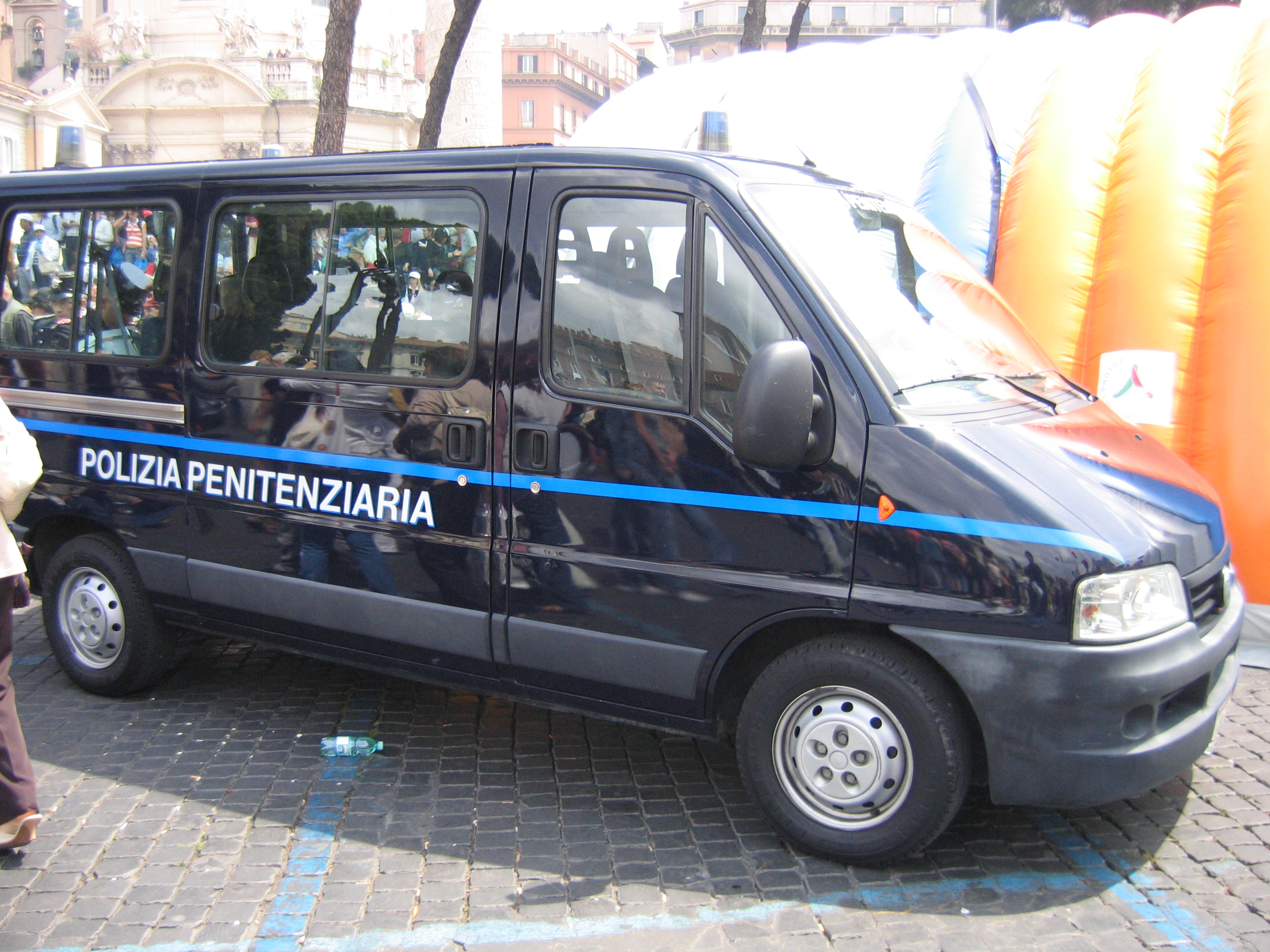
Tjänstefordon från Polizia Penitenziaria.

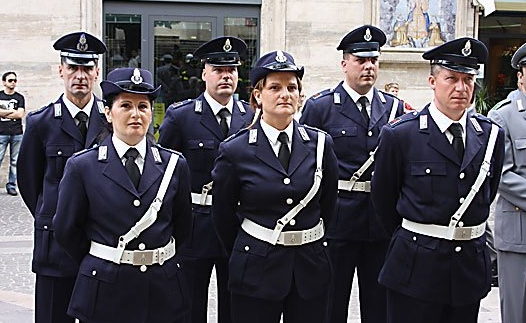
Polispersonal från Polizia Penitenziaria.

Polizia Penitenziaria (fängelsepolisen) är en italiensk polismyndighet vars uppdrag motsvarar den svenska kriminalvården. Fängelsepolisen utgörs av cirka 43 000 personer och är underställd justitieministeriets kriminalvårdsdepartement (dipartimento dell'amministrazione penitenziaria). Personalen har blå uniformer och använder sig av mörkblå tjänstefordon med en ljusblå rand.

## Uppdrag
Fängelsepolisens uppdrag omfattar kriminalvård i vid bemärkelse, inklusive bevakning, fångvård, frivård samt fångtransporter och bevakning av fångar vid rättegångar. Fängelsepolisen ansvarar även för allmän ordning och säkerhet inom Justitieministeriets institutioner och anläggningar, inklusive personskydd. Fängelsepolisen förfogar över en 700 personer stark instatsstyrka, Gruppo Operativo Mobile (GOM).
En polisman vid fängelsepolisen har också befogenhet som trafikpolis.

## Organisation

### Central
Ledningen av fängelsepolisen utövas av Justitieministeriets kriminalvårdsdepartement (Dipartimento dell'amministrazione penitenziaria).

### Regional
Italien är uppdelat på ett antal fängelseregioner som har det administrativa ansvaret för personal, organisation, anläggningar, intagna, häktade, frivård och samarbete med andra myndigheter.

### Lokal
- Häkten: Casa Mandamentale och Casa Circondariale
- Kriminalvårdsanstalter: Casa di Reclusione - fängelse
- Interneringsanstalter: jordbrukskolonier, tvångsarbetsanstalter, fängelsesjukhus och rättspsykiatriska anstalter.
- Rättspsykiatriska undersökningscentra
- Frivårdsorganisationen
- Ungdomsvårdsorganisationen

Källa:

## Personal

### Personalstruktur
- Ruolo Dirigenziale (polischefer)
  - DIRIGENTE SUPERIORE
  - PRIMO DIRIGENTE

- Ruolo Direttivo (polisintendenter)
  - COMMISSARIO COORDINATORE
  - COMMISSARIO CAPO
  - COMMISSARIO
  - VICE COMMISSARIO

För anställning i denna karriär krävs juristexamen eller examen i statsvetenskap, nationalekonomi eller företagsekonomi. Tjugo procent av utbildningsplatserna för intendentsaspiranter är reserverade för anställda inom fängelsepolisen, resten är direktrekryterade.
- Ruolo Ispettori (poliskommissarier)
  - ISPETTORE SUPERIORE SOST. COMM.
  - ISPETTORE SUPERIORE
  - ISPETTORE CAPO
  - ISPETTORE
  - VICE ISPETTORE

För anställning i poliskommissariekarriären krävs examen från gymnasieskolan med högskolebehörighet.
- Ruolo Sovrintendenti (polisinspektörer)
  - SOVRINTENDENTE CAPO
  - SOVRINTENDENTE
  - VICE SOVRINTENDENTE

Fyrtio procent av inspektörerna rekryteras genom ett skriftligt urvalsförfarande bland personal som tillhör assistentkarriären; sextio procent rektryeras genom samma förfarande bland personal som tillhör högsta graden i assistentkarriären. Före befordran skall en tre månaders befälskurs genomgås med godkända betyg.
- Ruolo Agenti/Assistenti (polisassistenter)
  - ASSISTENTE CAPO
  - ASSISTENTE
  - AGENTE SCELTO
  - AGENTE

För anställning i polisassistentkarriären krävs grundskola och minst ett års militärtjänst.
Källa: